# Los Skalameros
Los Skalameros ist eine Stuttgarter Band mit Wurzeln in Schwäbisch Hall. Der Name der Band leitet sich ab aus „Ska“ und „Salamero“, einem Begriff aus dem argentinischen Volksmund. 

## Geschichte
Im Jahr 2000 entdeckte ein Teil der heutigen Skalameros das gemeinsame Interesse am Musizieren. Der erste halbstündige Auftritt fand 2001 anlässlich eines Schulfaschings der freien Waldorfschule Schwäbisch Hall statt. Dort wurde auch der Keyboarder für die Band gefunden. 2005 entstand in den Bauerstudios in Ludwigsburg das erste professionell aufgenommene Album Did You Forget?. Aus beruflichen Gründen verließ der Schlagzeuger Jan nach den Aufnahmen die Band. Seither sitzt Julian am Schlagzeug.
Im Rahmen des Kulturaustauschprogramms Stuttgart-Samara durften Los Skalameros die Stuttgarter Musikszene auf internationaler Ebene vertreten, reisten im Juli 2003 für zwei Wochen nach Russland und spielten dort vor 20.000 Zuschauern auf dem Kuibyschew-Platz in Samara anlässlich des „Tages der Stadt“. Aufgrund der dort geknüpften Kontakte gelang es ihnen im Mai 2005 ein zweites Mal, die Reise nach Samara zu organisieren. Neben Russland standen aber auch andere Auslandserfahrungen auf dem Programm, unter anderem in der Schweiz, Österreich, England und Italien. Außerdem spielten sie auf mehreren Festivals, darunter Chiemsee Reggae Summer, Summerjam und Rototom Sunsplash. Im Januar 2009 gewannen Los Skalameros den deutschlandweiten Internet-Wettbewerb von Justaloud (Sawubona Music Jam).

## Diskografie

### Alben
- 2003: Los Skalameros
- 2006: Did You Forget?
- 2011: One Root

### Singles
- 2005: Promo-Single (anlässlich des „noise gate“-Wettbewerbs 2004/05)

## Auszeichnungen
- 2009: 1. Platz des Sawubona Music Jam Contest